# 小行星9682
小行星9682（9682 Gravesande）是一颗绕太阳运转的小行星，为主小行星带小行星。该小行星于1960年9月24日发现。

## 轨道参数
小行星9682的轨道半长轴为2.1563587 UA，离心率为0.022。